# 2022年魁北克大选
2022年魁北克省大选于2022年10月3日举行，选出第43届魁北克国民议会议员。
2013年通过的魁北克省选举法令规定魁省大选一般情况下须于上次大选结束后的第四年10月的第一个星期一举行。但省议会仍可在其通过对省政府的不信任案或由省长向省督提请后提前解散并举行提前选举。勒戈領導下魁北克未来联盟的再次赢得多數政府繼續執政。